# الفتاة المسلحة
الفتاة المسلحة (باليابانية: ガンスリンガー・ガール، بالروماجي: Gansuringā Gāru) هي سلسلة مانغا من تأليف يو آيدا. نشرت لأول مرة في 21 أيار / مايو 2002 .  المانجا شونين نشرت كذلك في مجلة Dengeki Daioh. وجمعت عبر tankōbon في 12 مجلدا، نشرت في ASCII Media Works. المسلسل يركز على الشباب الذين يأمرون الفتيات القتلة في إطار توجيهات حكومة منظمة.
نشرت نسخة اللغة الإنجليزية في أمريكا الشمالية من قبل البحار السبعة الترفيه. الأنمي مكون من ثلاثة عشر حلقة. منتج مادهاوس. بثت في اليابان على تلفزيون فوجي من تشرين الأول / أكتوبر 9 2003، إلى 19 فبراير 2004. تتمة بعنوان الفتاة المسلحة ايل جو باعث على الاسترخاء- ، والتي بثت لأول مرة في اليابان عبر قناة طوكيو MX TV في 8 يناير 2008. بل امتدت ثلاثة عشر حلقة من الحلقات الختامية في 1 أبريل 2008. اثنين من الحلقات الإضافية تم الإفراج عنهم. كما تم إطلاق دي في دي في اليابان في تشرين الأول / أكتوبر 24 2008.

## القصة
تدور أحداث القصة حول مجموعة من الفتيات تم إنقاذهن من الموت حيث تم جمع تلك الفتيات من مستشفيات وبعد ذلك تم إزالة ذاكرتهنمن قبل منظّمة تتبع المخابرات الإيطالية وتسمي نفسها ( بوكالة الرفاه الاجتماعي ) بعد ذلك تم تدريبهن على القـتل وعمليات الاغتيال، ينفذن ذلك وبكل برود بوجوه لا تحـمل أي تعابير للألم أو الحزن أو حتى تأنيب الضميرلكل فـتاة قصه مختلفه في حياتها، والألم والمعانات والكـثير مـن المشاعر.

## وصلات خارجية
- الفتاة المسلحة في ASCII Media Works (باليابانية) (المؤرشفة)
- الفتاة المسلحة ايل جو باعث على الاسترخاء- أنيمي في طوكيو MX (باليابانية)
- الفتاة المسلحة أنيمي في Funimation
- الفتاة المسلحة: Il جو باعث على الاسترخاء في أنيمي في Funimation
- الفتاة المسلحة على موقع ANN manga (الإنجليزية)